# Darryl Lachman
Darryl Lachman (* 11. listopadu 1989, Amsterdam, Nizozemsko) je nizozemský fotbalový obránce, který v současné době působí v klubu FC Twente. Haje na postu stopera (středního obránce).

## Klubová kariéra
V Nizozemsku nejprve profesionálně působil v FC Groningen. V roce 2011 přestoupil do PEC Zwolle. S PEC vyhrál v sezoně 2011/12 nizozemskou druhou ligu Eerste Divisie, pomohl tak vyválčit přímý postup do Eredivisie.
V ročníku 2013/14 vyhrál s PEC nizozemský fotbalový pohár (KNVB beker), první v historii klubu. Finále proti Ajaxu Amsterdam skončilo poměrem 5:1.